# Surses
Surses es una comuna suiza, situada en la región de Albula, cantón de los Grisones. Surgió el 1 de enero de 2015 a partir de la fusión de las antiguas comunas de Bivio, Cunter, Marmorera, Mulegns, Riom-Parsonz, Salouf, Savognin, Sur y Tinizong-Rona.